# Patrimonio di previdenza
Per patrimonio di previdenza, nell'ambito della gestione finanziaria degli istituti di previdenza degli enti di diritto pubblico, si considera il patrimonio destinato esclusivamente alla copertura degli impegni nei confronti dell'effettivo di assicurati e di beneficiari di rendite esistenti (principio del bilancio in cassa chiusa) nel modo che le prestazioni possono essere effettuabili in quanto esigibili. Un sistema pensionistico con patrimonio di previdenza è denominato fully-funded pension system.

## Descrizione
Gli istituti di previdenza, nella gestione dei sistemi pensionistici obbligatori, possono avere diversi sistemi di gestione finanziaria. Nel caso in cui gestiscano sistemi pensionistici senza copertura patrimoniale significa che non attuano il principio della capitalizzazione integrale in quanto le obbligazioni sono coperte dalle entrate correnti (principio di cassa) e non dal patrimonio di previdenza derivante dall'accantonamento dei contributi obbligatori per le assicurazioni obbligatorie. 
Nel caso in cui gestiscano il sistema pensionistico pubblico nel rispetto del principio di capitalizzazione integrale, significa che le obbligazioni sia nei confronti dei pensionati che degli attivi, sono coperte dal patrimonio di previdenza derivante dall'accantonamento e capitalizzazione dei versamenti degli iscritti e quindi esigibili.
Il principio della capitalizzazione integrale è obbligatorio in Italia per i fondi pensione che raccolgono i versamenti degli aderenti volontari e coprono la riserva matematica con il patrimonio di previdenza.